# چاکاپولی
چاکاپولی (گرجی: ჩაქაფული) (به انگلیسی: Chakapuli) یک خورش گرجی است. این خورش به عنوان یکی از محبوب‌ترین غذاها در گرجستان در نظر گرفته می‌شود.

## طرز تهیه
این غذا از گوشت گوسفند یا گوساله، پیاز، برگ ترخون، آلوچه یا سس تکمالی (گرجی: ტყემალი) (به انگلیسی: Tkemali) (سس آلوچه)، شراب سفید خشک، ترکیبی از سبزیجات تازه (جعفری، نعناع، شوید، گشنیز)، سیر و نمک تهیه شده‌است. به جای گوشت گوسفند، می‌توان از گوشت گاو یا قارچ استفاده کرد.